# Quelques jours avec un menteur
Quelques jours avec un menteur est une bande dessinée d'Étienne Davodeau publiée par Delcourt en 1997 pour inaugurer sa collection « Encrages ».
Dans ce récit en noir et blanc, Davodeau met en scène cinq amis qui vont passer une semaine à la montagne. À l'époque de sa sortie, Nicolas Pothier de Bodoï a salué « une belle chronique de l'amitié, soutenu par un graphisme élancé, proche du croquis mais vivace ».

## Publication

### Éditeurs
- Quelques jours avec un menteur, Delcourt, collection « Encrages », 1997  (ISBN 2-84055-148-9).
- Quelques jours avec un menteur, Delcourt, coll. « Encrages », 2018  (ISBN 978-2-413-01105-7). Réédition avec couverture modifiée et nouvel ISBN.

### Documentation
- Nicolas Pothier, « Mes meilleurs « friends » », BoDoï, no 2,‎ octobre-novembre 1997, p. 54.